# جنوب غربي (اتجاه)
الْجَنوب الْغَرْبِيّ هو أحد الاتجاهات الفرعية ويقع بين الاتجاهين الأصليين الجنوب والغرب ويستخدم في تحديد الاتجاهات بالبوصلة أو على الخرائط.